# 师长泰
师长泰（1938年2月1日—2016年10月13日），男，汉族，祖籍山西临猗，生于陕西省西安市。教授，长期研究和教学中国古代文学，尤以唐诗研究、王维研究著称。中国王维研究会创会会长，西安文学研究会创会会长。

## 生平
1960年毕业于陕西师范大学中文系，师从中国古典文学专家、文艺理论家霍松林。先后在长安一中、西安师范、西安市教委、西安师范专科学校、西安联合大学师范学院、西安文理学院等执教五十余年。历任西安文理学院中文系系主任十八载至离休。还曾担任陕西师范大学古代文学专业研究生兼职导师。多次担任硕士、博士研究生学位论文评阅人和答辩委员会委员，并曾任硕士研究生答辩委员会主席。
曾获西安市高校教学成果一等奖，1989年、1995年两次获陕西省普通高校优秀教学成果奖。其科研成果分别获西安文学奖、西安文学研究一等奖、西安市高校科研成果一等奖、西安市和陕西省社会科学优秀成果奖。陕西省优秀教师，获全国高等师范院校“曾宪梓教育基金会教师奖”二等奖。其事迹于1991年被收入《中国当代学者辞典》和《中国师范教育名家卷》。1994年被评为优秀共产党员。1997年荣获陕西省劳动模范。1997年被授予陕西省先进工作者。1999年享受国务院特殊津贴。
师长泰毕生推动王维研究，曾耗时数年筹划王维研讨会，并于1991年5月在西安主持召开全国首届王维诗歌学术讨论会，成立全国性学术组织“中国王维研究会”。先后在全国各地主持召开了七届王维诗歌国际学术讨论会，并主编《王维研究》第一、二、三、四、五辑，在第一至第七辑上发表论文、文章等15篇。在《文学遗产》、《人文杂志》、《唐都学刊》、《西安晚报》等刊物上发表论文100多篇。出版了六部唐诗及王维诗歌等方面的研究专著：《历代诗人咏兴庆宫选注》、《古代诗词名句探胜》、《唐诗艺术技巧》、《唐人律诗精品赏评》、《白居易诗选评》、《王维诗歌艺术论》。
在唐代文学研究上，师长泰着重从美学、心理学等多学科的角度，探索唐人诗歌创作，揭示其共同艺术规律。他的论文《感物兴怀，物我情融》被学界认为是“第一篇系统而深入地研究唐诗移情现象的理论文章。” 师长泰在王维诗歌学术研讨会上多次提倡，“以历史唯物主义与辩证唯物主义为指导，全面地、科学地、实事求是地看待研究王维。” 《王维诗歌艺术论》一书收集了他自1991年创办“中国王维研究会”以来王维研究方面的主要科研成果。

### 社会兼职
中国王维研究会创会会长。曾担任过多届王维研究会会长兼秘书长、《唐代文学研究年鉴》编委，陕西诗词学会理事，西安文学研究会会长，西安作家协会理事等。